# Königsannalen des Alten Reiches

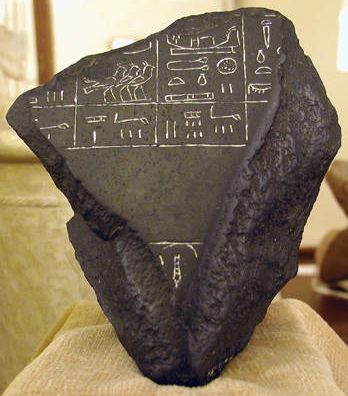
Fragment des Annalenstein der 5. Dynastie (Epoche des Chasechemui und Snofru),
heute Petrie Museum in London

Die Königsannalen des Alten Reiches beinhalten Ereignisse, die im Zusammenhang mit dem jeweiligen König (Pharao) und den Königshäusern sowie der Verehrung von Königsgöttern und deren Festen stehen. Im Alten Reich existierten in der ersten Entwicklungsphase verschiedene königliche Annalenmodelle, die erst sehr spät angeglichen und vereinheitlicht wurden.
Mit Beginn des Mittleren Reiches ersetzte eine zuverlässige und gleichmäßige Erfassung der Jahresdaten die verschiedenen Aufzeichnungsformen des Alten Reiches, die spätestens am Ende der fünften beziehungsweise Anfang der sechsten Dynastie erste Merkmale einer Synchronisation zeigen.

## Zählsysteme

### Jahreszählung
Regelmäßig wiederkehrende Feste sind erstmals mit Beginn der 2. Dynastie belegt. Aus der Begehung von Feierlichkeiten entwickelte sich im weiteren Verlauf die organisierte Jahreszählung. Neben dem Horusgeleit sind aus Etiketteintragungen zusätzliche Steuereingänge und Zählungen bekannt, die auf eine königliche Entgegennahme der Abgaben von Ober- und Unterägypten verweisen.
Die Einträge des Palermo- und Kairosteins zeigen deutliche Merkmale einer Rekonstruktion von königlichen Annalen, die anderen Quellen entnommen und schließlich in einer neuen Chronologie aufgelistet sowie ergänzt wurden. So taucht beispielsweise das Horusgeleit in der ersten Reihe des Palermosteins in zweijährigem Abstand auf, während es in der zweiten Reihe fehlt und durch andere Jahreszählungen ersetzt ist. Dies deutet auf eine mögliche Erstkonstruktion in die Zeit des Anedjibs, da erst nach seiner Regierung das Horusgeleit regelmäßig alle zwei Jahre in den Königsannalen fortgeführt wurde. Unmittelbar vor Anedjib hatte Den begonnen, die Etiketteneinträge mit Zahlen-Hieroglyphen zu versehen, um eine verbesserte Kennzeichnung von fortlaufenden Annalen einzuführen.

### Regierungsjahre
Die Zählung der Herrschaftsdauer des Königs begann mit der Krönung, die zugleich den programmatischen Namen des ersten Regierungsjahres darstellte. Damit verbunden feierte der neue König bei Amtsantritt das traditionelle Vereinigungsfest der beiden Länder, das wahrscheinlich auf jenes Datum verweist, welches ursprünglich am Anfang der königlichen Annalen stand. Das Todesjahr des amtierenden Königs wurde erfassungstechnisch als sein letztes Regierungsjahr vermerkt, auch wenn der König Anfang des Jahres verstarb. Als Rechnungsgrundlage diente der ägyptische Kalender. Das Krönungsjahr blieb als Vereinigungsfest jedoch ohne rechnerische Berücksichtigung, weshalb das erste offizielle Regierungsjahr des neuen Königs immer ab dem 1. Achet I des Folgejahres begann. Daher konnte bei einem frühzeitigen Tod das erste Regierungsjahr seines Nachfolgers einen Zeitraum von fast zwei Jahren umfassen.
Im Alten Reich vermerkten die Könige in Anbindung an die Thonwechseldaten und Steuererhebungen die jeweiligen Angaben beispielsweise mit Bemerkungen wie Jahr nach der zweiten Zählung.
Erst im Neuen Reich wechselte diese Form der Zählung von Regierungsjahren, die fortan ab dem Krönungsdatum begannen. Eine Krönung am 1. Achet I stellte später den Idealfall dar, weshalb sich unter anderem Hatschepsut in Anlehnung an das System des Alten Reiches am idealen Tag krönen ließ.